# 羅克堡 (密蘇里州)
羅克堡（英語：Castle Rock）是位於美國密蘇里州歐塞奇縣的鬼鎮。

## 歷史
羅克堡的郵局於1856年設立，其後於1885年停運。

## 地理
羅克堡所處的海拔為高於海平面167米（即548英呎），而該地所採用的時區為UTC-6，即北美中部時區（CST）。同時該地設有夏令時間，為UTC-6調快一小時，即UTC-5（CDT）。